# Alexei Karagheorghevic
Alexei Karagheorghević(serb: Алекса Карађорђевић) (n. 1801, Topola, Serbia- d. 1830, Chișinău) a fost un ofițer rus, de origine sârbă, fiul conducătorului Serbiei Karađorđe Petrović. La voința țarului rus Alexandr I Pavlovici a absolvit școala militară de elită din Petrograd, după ce a fost locotenent de gardă în Armata rusă. A fost căsătorit cu Maria Trokin, fiica colonelului Nicolai Trokin și mareșal al nobilimii. A avut de la aceasta un fiu, George Karagheorghević. Este înmormăntat la Chișinău la cimitirul central din strada armeană, unde a locuit mai mulți ani.
1. 1 2  Alexa Karageorgievich, The Peerage
2. 1 2  The Peerage